# T Piscis Austrini
T Piscis Austrini är en misstänkt variabel (CST:) i stjärnbilden Södra fisken. 
Stjärnan har fotografisk magnitud +8,1 och variationer av okänt omfång.